# Aeroportul Internațional Marsa Matruh
Aeroportul Internațional Marsa Matruh (IATA: MUH, ICAO: HEMM) este un aeroport din Matruh, Egipt ce deservește zona Marsa Matruh⁠(d). Aeroportul a fost tranzitat în decembrie 2022 de 24 de pasageri.
Situat la o altitudine de 28 m, aeroportul dispune de 2 piste. Este operat de Egyptian Airports Company⁠(d).

## Infrastructură

### Piste
Aeroportul dispune de 2 piste. Pista 06/24 are suprafața de asfalt și dimensiunile 3.000 m × 45 m. Pista 15/33 are suprafața de asfalt și dimensiunile 3.000 m × 45 m. 